# Pilar (Abra)
Pilar (Bayan ng Pilar, Abra) är en kommun i Filippinerna. Kommunen ligger på ön Luzon, och tillhör provinsen Abra. Folkmängden uppgår till 9 792 invånare.

## Barangayer
Pilar är indelat i 19 barangayer.
| - Bolbolo - Brookside - Ocup - Dalit - Dintan - Gapang - Kinabiti - Maliplipit - Nagcanasan - Nanangduan | - Narnara - Pang-ot - Patad - Poblacion - San Juan East - San Juan West - South Balioag - Tikitik - Villavieja |